# Navarrenx
Navarrenx es una localidad y comuna francesa, situada en el departamento de Pirineos Atlánticos y en la región de Nueva Aquitania.
Su origen etimológico, al igual que todos los terminados en "enx", es Navarrenetxe < navar-en-etxe = Casa de los Navarros.[cita requerida]
En esta comuna hay una bastida junto al río Gave d'Oloron, construida en 1316 por Fabrizio Siciliano a instancias de los reyes de Navarra. Es la primera en su género en el actual territorio francés. Se estructuró alrededor de una vía principal del Camino de Santiago. Perteneció a la antigua provincia francesa de Bearn.

## Historia
En 1523 las fortificaciones fueron destruidas durante la guerra italiana por las tropas de Carlos I, comandadas por Filiberto de Chalôns, Príncipe de Orange.
La fortaleza fue reconstruida siguiendo el modelo de traza Italiana entre 1538 y 1546. 
Feudo hugonote desde 1563, durante las guerras de religión de Francia, resistió un asedio de las tropas reales entre marzo y julio de 1569 hasta la llegada de la ayuda de Gabriel I de Montgomery.
En 1620 Luis XIII de Francia restablecería en la villa el catolicismo, sin resistencia.

## Demografía
| 1 445 | 1 186 | 1 261 | 1 385 | 1 814 | 1 574 | 1 922 | 1 770 | 1 551 | 1 636 | 1 553 | 1 348 | 1 300 | 1 395 | 1 430 | 1 383 | 1 271 | 1 288 | 1 325 | 1 302 | 1 094 | 1 088 | 1 021 | 1 057 | 1 096 | 1 061 | 1 070 | 1 064 | 1 146 | 1 160 | 1 036 | 1 133 | 1 155 |
| Para los censos de 1962 a 1999 la población legal corresponde a la población sin duplicidades (Fuente: INSEE [Consultar]) |       |       |       |       |       |       |       |       |       |       |       |       |       |       |       |       |       |       |       |       |       |       |       |       |       |       |       |       |       |       |       |       |